# 6087 Lupo
6087 Lupo eller 1988 FK är en asteroid i huvudbältet som upptäcktes den 19 mars 1988 av det amerikanska astronom paret Eugene M. och Carolyn S. Shoemaker vid Palomar-observatoriet. Den är uppkallad efter amerikanen Bob Lupo.
Asteroiden har en diameter på ungefär 1 kilometer och den tillhör asteroidgruppen Hungaria.